# Кулибухна
Кулибухна (дарг. ХъулибухӀна) — село в Левашинском районе Дагестана. Входит в состав сельского поселения Сельсовет Цудахарский.

## География
Расположено в 17 км к юго-западу от районного центра села Леваши, на реке Сана (приток Казикумухское Койсу).

## Население
| 1888 | 1895 | 1926 | 1939 | 1970 | 1989 | 2002 |
| ---- | ---- | ---- | ---- | ---- | ---- | ---- |
| 356  | ↘353 | ↗533 | ↘360 | ↘298 | ↘244 | ↗429 |
| 2010 | 2021 |      |      |      |      |      |
| ↘409 | ↗465 |      |      |      |      |      |

## Этимология
Название состоит из двух даргинских слов: хъали — «дом», бухIна — «внутрь», — «внутри дома, помещения». Селение находится в конце закрытого ущелья, как-бы в углу помещения.